# Gemeentehuis van Baarn
Het gemeentehuis van Baarn is een rijksmonument met ingang aan de Laanstraat in Baarn.
Het gemeentehuis van Baarn bestaat uit een oud en een nieuw gedeelte. De oude ingang op de hoek van de Brink en de Laanstraat staat naast de Hervormde kerk. Deze ingang wordt nog voor trouwerijen gebruikt. In 1993/1994 is aan het gemeentehuis een nieuw gedeelte gebouwd met ingang aan de Stationsweg, met daarin alle gemeentelijke sectoren en afdelingen.

## Oude gedeelte
Het eerste gemeentehuis stond aan de Hoofdstraat, grenzend aan de Brink. Het huidige gemeentehuis werd gebouwd op de plek waar daarvoor de villa "Mes Délices" had gestaan. Dit rijksmonument in geometrische jugendstil werd ontworpen door gemeentearchitect F.F. de Boois en op 1 mei 1908 in gebruik genomen. Het gebouw heeft het karakter van een villa en heeft art-nouveau-elementen aan binnen- en buitenkant. Op de hoek Laanstraat/Brink zit een torentje met een vierkante spits en smalle verticale vensters. De topgevel aan de Laanstraatzijde bevat 2 gebeeldhouwde meisjes. De topgevel aan de Brinkzijde bevat 2 gebeeldhouwde jongens. Boven het drielichtsvenster in de tweede bouwlaag zitten vierkante pinakels en een sluitsteen die een hand voorstelt. Ter weerszijden van de voorgevel is een smeedijzeren hekwerk in art-nouveaustijl gezet op een muurtje met ezelsrug.
De in jugendstil uitgevoerd centrale hal met trappenhuis met bordestrap in art-nouveaustijl geeft toegang tot een aantal kamers met paneeldeuren.

## Nieuwe gedeelte

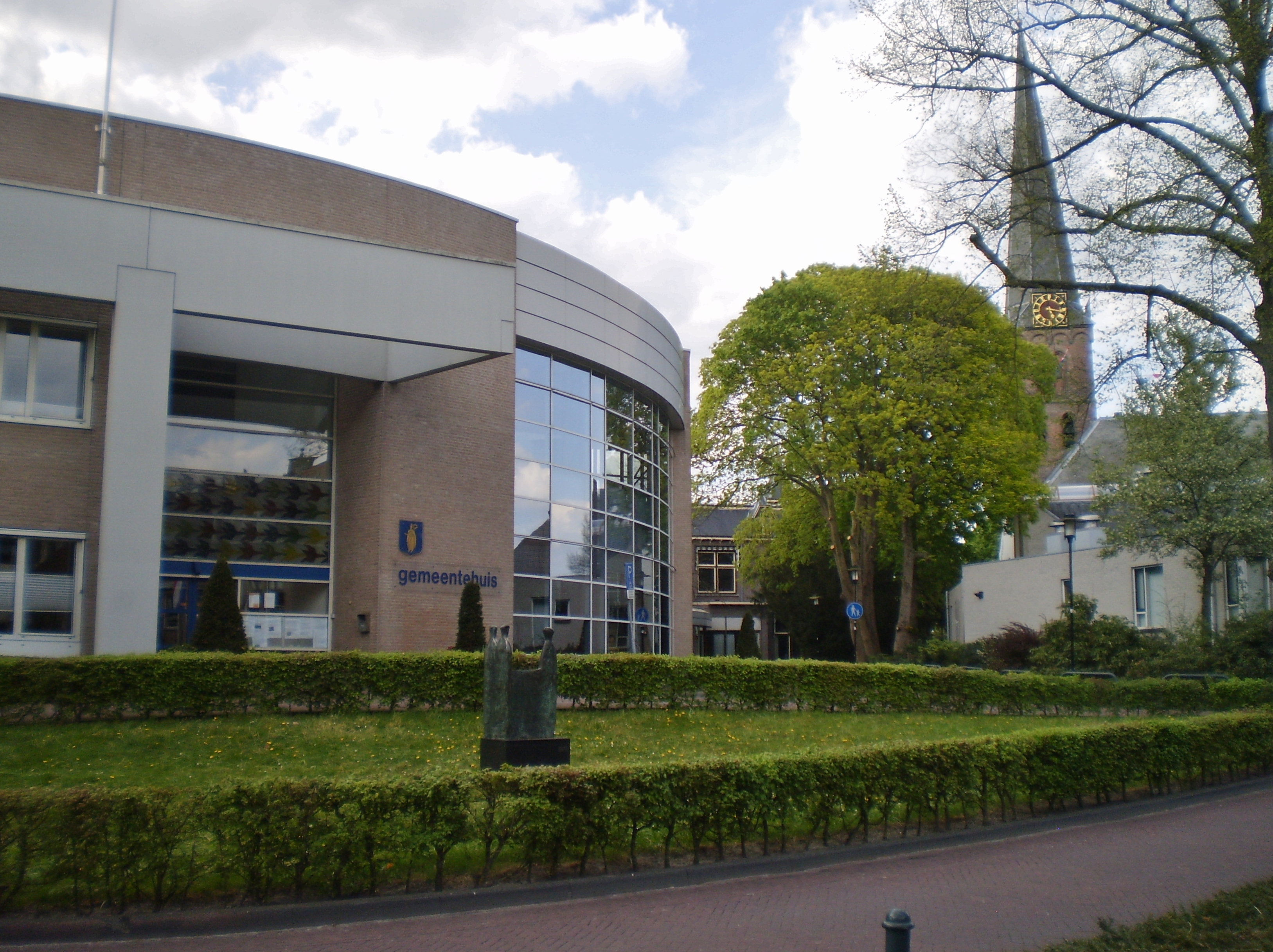
Hoofdingang

Boven deze ingang bevindt zich een kunstwerk in glas, met beelden van de M.C. Escher. Deze graficus woonde van februari 1941 tot juni 1970 in Baarn aan de Van Heemstralaan.
Het nieuwe gemeentehuis is gebouwd op de plaats van het toenmalige politiebureau aan de Stationsweg.